# Col de la Croix des Frêtes
Le col de la Croix des Frêtes est un col de France situé en Savoie, dans le massif de la Vanoise.

## Géographie
S'élevant à 2 647 mètres d'altitude, il est dominé par l'aiguille des Aimes (2 822 m) à l'ouest et l'aiguille Noire de Pramecou (2 977 m) au sud-est. Il est franchi par un sentier de randonnée reliant le Laisonnay via le refuge de la Glière dans la vallée du Doron de Champagny au sud-ouest au secteur du col du Palet dans le haut de la vallée du Ponturin au nord-est. En période hivernale, il est traversé par un itinéraire de ski de randonnée. Avec les cols du Plan Séry et de la Grassaz, il est l'un des trois cols franchis par des sentiers de randonnée entre le sommet de Bellecôte au nord-ouest et la Grande Motte au sud-est, entre la Haute-Tarentaise au nord-est et la vallée du Doron de Champagny au sud-ouest.
Le col est situé au contact de l'unité du Vallaisonnay et de l'Aliet constituée de calcaires et de dolomies du Trias à l'ouest et à l'est avec la nappe des gypses du Quaternaire au nord et au sud.

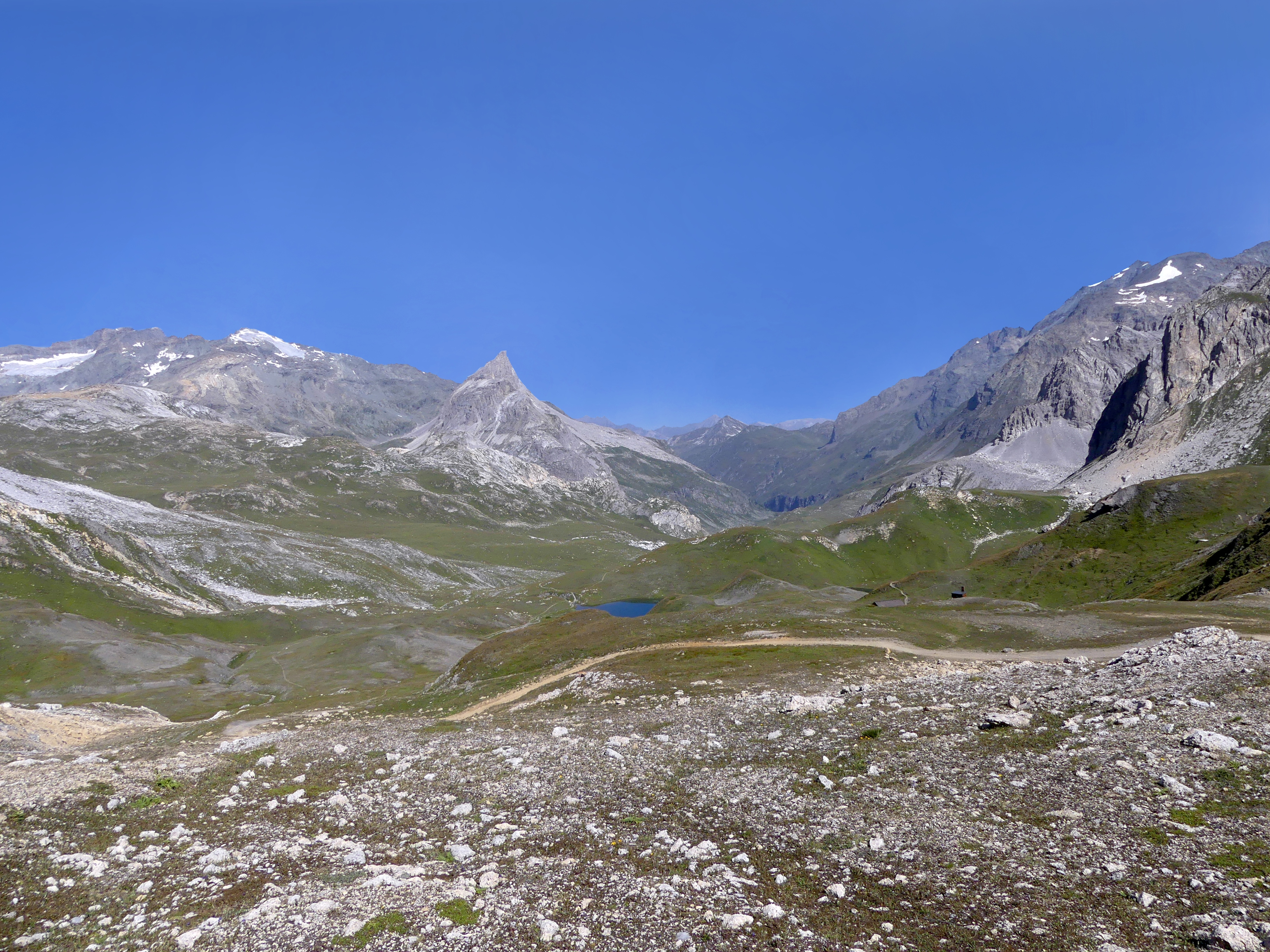
Vue depuis le col en direction du nord-ouest avec la vallée du Ponturin dominée par le sommet de Bellecôte à gauche, l'Aliet au centre et le dôme de la Sache à droite.

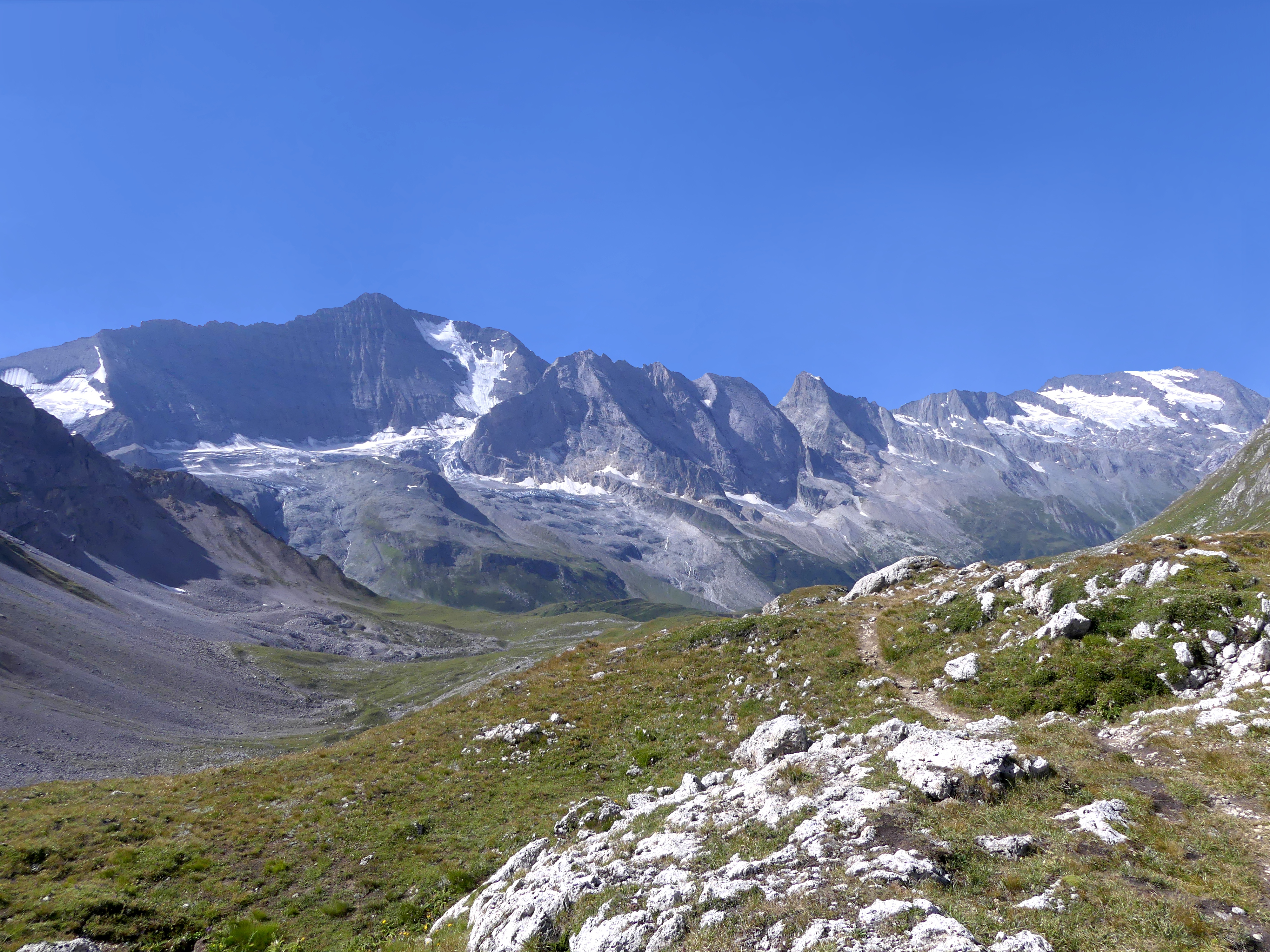
Vue depuis le col en direction du sud-ouest avec la vallée du Doron de Champagny dominée par la Grande Casse à gauche, la pointe de la Grande Glière au centre et le Grand Bec à droite.